# Franz Ludwig Reiff
Franz Ludwig Reiff (* 11. Februar 1856 in Beckum; † 10. November 1937) war ein deutscher Reichsgerichtsrat.

## Leben
1875 wurde der Preuße Reiff vereidigt. 1884 wurde er Amtsrichter und 1892 Landrichter. 1894 ernannte man ihn zum Landgerichtsrat. 1899 wurde er zum Oberlandesgerichtsrat befördert. Am Neujahrstag 1909 kam er an das Reichsgericht. Er war im II. Zivilsenat tätig. Er trat am 1. September 1919 aus dem Reichsgericht aus und wurde Präsident des Oberlandesgerichts Hamm. 1924 ging er in den Ruhestand. 
Er war Mitglied der Studentenverbindung Akademischer Juristenverein Bonn (heute: AV Rheno-Colonia Köln).